# 송탄중학교
송탄중학교(松炭中學校)는 대한민국 경기도 평택시 지산동에 있는 공립 중학교이다.

## 학교 연혁
- 1995년 3월 1일 : 초대 류병희 교장 취임
- 1995년 3월 2일 : 개교 4학급 (218명 남 54명, 여 164명)
- 2000년 3월 1일 : 경기도 평택교육지원청 부설 송탄중학교발명교육센터 선정
- 2019년 9월 1일 : 경기도교육청 혁신학교 재지정(19.09.01~23.08.31)
- 2022년 3월 1일 : 제9대 방승일 교장 취임
- 2023년 12월 27일 : 제27회 졸업 167명(누계 6,719명)
- 2024년 3월 4일 : 제30회 입학 (6개 학급 146명)

## 참고 자료
- 송탄중학교 - 한국교육학술정보원 학교알리미